# Глобус (книжкова фабрика)
ПрАТ «Харківська книжкова фабрика "Глобус"» — підприємство поліграфічної промисловості, розташоване у м.Харків , яке спеціалізується на виробництві високоякісної поліграфії, передусім книг, брошур, канцелярського друку та рекламної продукції.

## Історія
Історія Харківської книжкової фабрики "Глобус" починається з 1920 року. На базі мануфактурних складів було утворене перше державне поліграфічне підприємство — друкарня ім. Петровського. Згодом друкарня була перетворена в книжкову фабрику, підпорядковану видавництву "Радянська школа". Фабрика спеціалізувалася на виробництві навчальних підручників.
З 1943 року друкарня поступово відновлювала роботу. У 1945 році був змінений профіль випуску продукції на виробництво підручників та навчальної канцелярії. 
У 1956 році з метою забезпечення вищих та середніх навчальних закладів навчальною літературою — як спеціалізоване підприємство офсетного друку — організована "Фабрика офсетного друку". 
У 1964 році в результаті об’єднання "Фабрики офсетного друку" з друкарнею "Міськтехвидав" збільшилися виробничі площі та потужності, кількість робітників та обладнання — виникло підприємство з назвою "Харківська типоофсетна фабрика". Було здійснено реконструкцію підприємства, в результаті якої зблизилися два різних за профілем виробництва та модернізацію цехів і технологічних процесів, насичення підприємств сучасним на той час, поліграфічним обладнанням: офсетними аркушевими машинами ПЦО-6, офсетними ролевими машинами ПОР, палітурними машинами "Книга".
З 26 грудня 1972 року  фабрика носить назву "Комуніст", і хоча книжки на фабриці виготовляли вже давно, тільки у 1972 році до назви фабрики нарешті додали "книжкова".
Саме у 1970-х роках було розроблено та впроваджено  найбільш раціональну схему технологічного процесу для всього виробничого циклу.  Замість старого обладнання прийшла нова, імпортна техніка: офсетні аркушеві машини «PLANETA», ролеві машини «ULTRASET -72», повністю ліквідовано ручний набір за рахунок впровадження фотонабірного обладнання "Каскад".
Фабрика отримала можливість випускати підручники насичені кольоровими ілюстраціями високої якості не тільки для УРСР, але й для інших радянських республік: Казахської РСР, Таджицької РСР, Азербайджанської РСР та ін. 
Після розпаду Радянського Союзу в 1991 році назва фабрики знову змінилася. 1 листопада 1991 року книжкова фабрика отримала назву «ГЛОБУС». 
У 2001 році підприємство було реорганізовано на ВАТ "Харківська книжкова фабрика Глобус", фундатором якого виступила держава в особі Державного комітету інформаційної політики, телебачення і радіомовлення. Книжкова фабрика "Глобус" є корпоративним підприємством ДАК "Укрвидавполіграфія", в яке входить 30 корпоративних підприємств у 16 областях України.

## Сьогодення
Друк книг в ПрАТ «ХКФ« Глобус» у Харкові відбувається за допомогою використання сучасного поліграфічного обладнання німецьких виробників і застосування багаторічного досвіду вітчизняних фахівців.
З часів заснування Харківська книжкова фабрика "Глобус" зберігає позиції лідера і входить до складу ДАК "Укрвидавполіграфія" - найбільшу в Україні видавничо-поліграфічну компанію, яка забезпечує реалізацію узгодженої стратегії 27 поліграфічних, видавничих, книготорговельних, а також 3 спеціалізованих науково-дослідних і проектних інститутів. Підприємства виробляють 75% загальноукраїнського тиражу книг.
Продукція:
- книги
- брошури